# Xestospongia vansoesti
Xestospongia vansoesti är en svampdjursart som beskrevs av Bakus och Nishiyama 2000. Xestospongia vansoesti ingår i släktet Xestospongia och familjen Petrosiidae.
Artens utbredningsområde är Filippinerna. Inga underarter finns listade i Catalogue of Life.